# Блюмінг-слябінг

Кліть блюмінга-слябінга. Завод «Дюкен воркс» компанії U.S. Steel, Дюкен, штат Пенсильванія, США. Фото 1989 року.

Блюмінг-слябінг — обтискний стан для обтискування сталевих зливків великого поперечного перерізу на квадратні заготовки — блюми та плескаті прямокутні заготовки — сляби. На блюмінгу-слябінгу обробляють зливки масою від 7 до 40 т. Порівняно з блюмінгом у блюмінга-слябінга більші висота підйому верхнього валка (до 2130 мм) і довжина робочої частини (до 3505 мм), що зумовлено прокаткою слябів великої ширини (до 2000 мм) і товщини (до 950 мм). Продуктивність блюмінга-слябінга менша, ніж слябінга. В зв'язку з цим використання його може бути доцільним лише в тих випадках, коли на заводі виробляється сортовий і листовий прокат, однак обсяг листового виробництва невеликий.